# Hella Moja
Hella Moja, właśc. Helena Mojżeszczyk (Mojżyszczyk), Helena Morawska lub Helena Schwerdtfeger (ur. 2 lutego 1890 w Cieninie Zabornym koło Słupcy, zm. w grudniu 1951 w Kilonii) – niemiecka aktorka, scenarzystka i producentka filmowa polskiego pochodzenia.

## Życiorys
W 1911 występowała najprawdopodobniej w Teatrze Artystycznym w Warszawie, po czym wyjechała do Niemiec, gdzie zamieszkała na stałe. Początkowo pracowała jako tłumaczka z języka polskiego i rosyjskiego w Deutsche Presse-Korrespondenz w Hanowerze i wydawnictwach Ullstein i Scherl. Uczyła się aktorstwa w Reichersche Schule Emanuela Reichera i prywatnie u Fridy Richard. W 1913 trafiła do Lessingtheater w Berlinie, gdzie występowała m.in. w sztuce Seine einzige Frau, w której grała główną rolę na przemian z Käthe Haack. W 1914 została zauważona przez reżysera Alwina Neußa z wytwórni Decla-Film i zaangażowana do jego filmu Der Weg der Tränen. W latach 1914–1938 wystąpiła łącznie w ponad pięćdziesięciu filmach, między innymi w Gräfin Walewska Ottona Ripperta (1920), So ein Mädel (1920) Urbana Gada, Felicitas Grolandin (1923) Rudolfa Biebracha oraz Die Warenhausprinzessin (1926) i U 9 Weddigen (1927) Heinza Paula.
W 1918 założyła własną wytwórnię filmową Hella Moja Filmgesellschaft. Kierowana przez Moję wytwórnia wyprodukowała w latach 1918–1923 piętnaście niemych filmów. Hella Moja była też autorką scenariuszy trzynastu filmów, m.in. Die Warenhausprinzessin (1926), Der falsche Prinz (1927), Drei Tage auf Leben und Tod (1929), Die andere Seite (1931) i Die vier Musketiere (1934), które zostały wyreżyserowane przez jej męża Heinza Paula. W styczniu 1937 na łamach niemieckiej prasy ukazała się błędna informacja o jej śmierci, a w niektórych źródłach nadal można odnaleźć wiadomość, że zmarła 15 stycznia 1937 w Berlinie.
Po przejęciu władzy w Niemczech przez nazistów Moja miała problem z udowodnieniem swojego aryjskiego pochodzenia. W grudniu 1938 została wydalona z Reichsfilmkammer, ponieważ pracowała jako scenarzystka w niepełnym wymiarze godzin. W 1934 zmieniła nazwisko na Helka Moroff, trzy lata później na Elka Moroff, a w 1942 na Hella Sewa. W latach 1942–1951 pracowała jako suflerka w teatrze w Kilonii.
Hella Moja popełniła samobójstwo w grudniu 1951 w Kilonii i została pochowana na cmentarzu Friedhof Heerstraße w Berlinie, lecz jej grób nie zachował się do dziś. Jej małżeństwo z niemieckim reżyserem filmowym Heinzem Paulem było bezpotomne.